# Motor Trend
Motor Trend é uma revista automobilística estadunidense que foi produzida pela primeira vez em setembro de 1949, emitida pela Petersen Publishing Company de Los Angeles. A Petersen Publishing foi vendida para a editora britânica EMAP em 1998, que vendeu as antigas revistas Petersen para a Primedia em 2001. A partir de 2017, é publicada pela TEN: The Enthusiast Network (antiga Source Interlink Media). Tem uma circulação mensal de mais de um milhão de leitores.